# Shakiba
Shakiba Matin Hashemi es una política afgana elegida en 2005 para representar a la provincia de Kandahar en la Wolesi Jirga, la cámara baja de la Asamblea Nacional de Afganistán.

## Trayectoria
En un informe sobre Kandahar elaborado en la Escuela de Posgrado de la Armada se afirma que Hashemi formaba parte de la Comisión de Medio Ambiente; que era directora de escuela antes de ocupar el cargo; que su padre forma parte del Consejo Provincial de Kandahar; y que es miembro del Partido Nacional Unido de Afganistán.
Hashemi fue reelegida en 2010 con 641 votos. Se mostró abiertamente en contra de Ahmed Wali Karzai (hermano del exPresidente Hamid Karzai) y afirmó haber sido amenazada por él. También se manifestó en contra de la corrupción, afirmando que le ofrecieron un soborno antes de las elecciones, que rechazó.
En 2012, Hashemi formó parte de una misión parlamentaria de investigación sobre la masacre de Kandahar del 11 de marzo de 2012 en el distrito de Panjwayi. Hashemi y Hamidzi Lali afirmaron que las tropas estadounidenses habían violado a dos mujeres antes de la masacre. El ejército estadounidense concluyó que el sargento primero Robert Bales era el único responsable de los disparos.

## Reconocimientos
En 2016, Hashemi recibió el agradecimiento de la Organización de Vigilancia de las Elecciones y la Transparencia de Afganistán por su contribución a la implementación de un programa denominado "Mejora de la condición de las mujeres a nivel local mediante la creación de mejores vínculos con las parlamentarias".